# 3号雑誌
3号雑誌（さんごうざっし）は、創刊して3号ほどで休刊・廃刊する雑誌のことをいう。
かつてのカストリ雑誌ではGHQによる検閲が主に創刊3号に対して行われていたため、それが原因で廃刊に追い込まれた雑誌が多かった、しかしGHQによる検閲は一般には秘匿されていたために、大衆・消費者には廃刊した原因がわからないまま、単に3号で廃刊になる雑誌が多いと認識された。
現在では、主に雑誌や同人誌など編集・出版にたずさわる人々の間で使われる言葉となり、読者や資金が確保できなかったり、内部分裂などで定期的や継続的な刊行を早々に休廃止した雑誌に対する、自嘲や揶揄で用いられる場合が多い。
また、月刊誌だと1号目の売上データが出版社に届くのがスケジュール上は3号目の締切前後のため、1号目の売り上げを元に廃刊を決定した場合にこのような形になりやすい。
同じ意味合いをもつ言葉にカストリ雑誌があるが、こちらは作りの粗悪さや内容の低俗さという事柄を含むため、一般的な作りや内容の雑誌や同人誌の場合にはあまり用いない。
3号未満で休刊・廃刊する雑誌もある。たとえば『コミックギア』は2号で休刊となり、『コミックキューガール』に至っては1号の発売日に休刊が発表された。『前夜』や『撃論』も定期刊行は1号のみであった。